# Austrogammarus australis
Austrogammarus australis is een vlokreeftensoort uit de familie van de Paramelitidae. De wetenschappelijke naam van de soort is voor het eerst geldig gepubliceerd in 1901 door Sayce.